# Tjoerie
Een tjoerie of tjoeri (ook wel tjuri of tyuri gespeld; Eng. kiss-teeth of hiss-teeth; Fr. tchip) is een geluid dat minachting, verontwaardiging of anderszins afkeur uitdrukt. Deze vorm van negatieve expressie of oraal gebaar is dagelijks gebruikelijk in verschillende landen in het Caraïbisch gebied. De klank wordt geproduceerd door de tong tegen het gehemelte te drukken, de lippen te tuiten en vervolgens lucht aan te zuigen, waarbij het volume en de tijdsduur van het geluid de mate van afkeur aangeven.

## Definities
De Surinaams-Nederlandse neerlandica en auteur Karin Amatmoekrim omschrijft de tjoerie als een 'misprijzend, afkeurend geluid, gemaakt tussen getuite lippen'.

## Geluidsverschillen en betekenisnuances
Volgens Hugh Muir, een Britse journalist van Caraïbische afkomst, kent de tjoerie drie varianten die elk een andere graad van afkeur uitdrukken. In oplopende mate van ergernis gaat het om de volgende:
1. Een kort, scherp kusgeluid drukt gewoonlijk lichte irritatie of milde afkeur uit. Dit kan gepaard gaan met hoofdschudden en een vage glimlach die de absurditeit van het gebeurde uitdrukt.
2. Wanneer het zuiggeluid van dieper uit de mond komt, langer duurt en luider is, wordt een grotere irritatie uitgedrukt. Deze middelste tjoerie wordt vaak gemaakt door scholieren die zich tegen de les verzetten, omdat het luid genoeg is om onvrede uit te drukken en zacht genoeg om dit te kunnen ontkennen.
3. Wanneer de lippen op elkaar geperst zijn en de lucht door het midden van de mond wordt gezogen, is sprake van echte en diepe frustratie. Dit levert een geluid op waar de minachting vanaf druipt, aldus Muir. Dit kan grote indruk maken, al wordt het niet vaak gebruikt.[2]

## Andere talen
De tjoerie is de Surinaams-Nederlandse benaming van deze klank. Op de Franse Antillen is deze expressievorm bekend als le tchip.
In het Engelstalig deel van het Caraïbisch gebied staat de tjoerie bekend als kiss-teeth (KST).
In Brazilië wordt de tjoerie ook gebruikt als synoniem van "Neen, hoor." in dit geval, kort na elkaar twee keer laten horen.

## Trivia
Op 31 mei 2015 verscheen in de Volkskrant een column van Aaf Brandt Corstius, 'De Nederlandse moeder onder Surinaams toezicht', waarin de auteur, die niet wist dat het verschijnsel tjoerie heet, de tjoerie omschrijft als een geluid dat 'klinkt als de letter "t", en dan heel hard en uitgebreid.'